# Цукрова голова (гора)

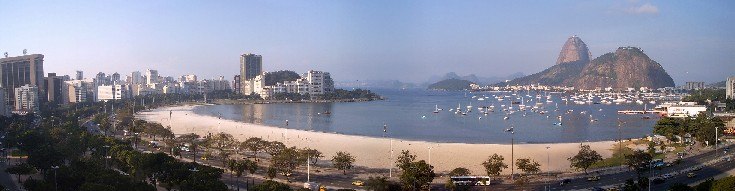
Затока Ботафого

Гора Цукрова голова (порт. Pão de Açúcar) — скеля, розташована в Ріо-де-Жанейро, Бразилія, на півострові, що простягається у напрямку Атлантичного океану на вході в бухту Ґуанабара. Скеля сягає висоти 396 метрів над рівнем моря. Вважається, що її назва походить від схожості з традиційною формою сконцентрованого рафінованого цукру. Проте, здається що це — народна етимологія, вважається, що назва фактично  походить від Pau-nh-acuqua («високий пагорб») на мові як тупі-гуарані, так і тубільного народу тамойос. Гора Цукрова голова — лише одна з кількох монолітних скель з граніту і кварцу, які височіють над водою навколо Ріо-де-Жанейро.
На скелю зараз веде канатна дорога (відома у народі як bondinho, офіційно називається teleférico), здатна до перевезення 75 пасажирів за раз. Її довжина 1400 метрів, вагончик проходить між пагорбами Бабілонія і Урка щопівгодини. Лінія була збудована у 1912 році. Ця скеля настільки відома, що її наявність у фільмі чи на фотографії відразу асоціюється з Ріо-де-Жанейро.
Під час відвідування Цукрової голови слід знайти час, щоб також відвідати Pista Claudio Coutinho. Це доріжка довжиною 2,5 км уздовж берега моря, яка починається на «Червоному пляжі» (Praia vermelha). Люди зазвичай бігають або гуляють там, деякі сидять та насолоджуються фантастичним видом на затоку, а інші приводять дітей, щоб погратися та погодувати мавп-капуцинів. Також можна піднятися на першу ступень гори та насолодитися виглядом на затоку.